# Sascha Kugler
Sascha Alexander Kugler (* 8. Dezember 1965 in Berchtesgaden) ist ein deutscher Managementtheoretiker und Begründer der Alchimedus-Methode.

## Leben
Nach seinem Studium der Betriebswirtschaftslehre an der Friedrich-Alexander-Universität Erlangen-Nürnberg arbeitete Kugler als Geschäftsführer sowie als Marketing- und Vertriebsleiter. Seit 1998 ist er als Managementtheoretiker, Serial Entrepreneur, Investor sowie Fachautor mehrerer Bücher (u. a. zu Managementtheorie, Unternehmensstrategie, Marken- und General Management) tätig. Seine Forschungsschwerpunkte sind Managementlehre und systemische Organisationsentwicklung. Das von ihm entwickelte Konzept des markensemantischen Raums ist Basis seines Alchimedus-Lizenzsystems.

## Alchimedus-Methode
Ab 2001 entwickelte Sascha Kugler die Alchimedus-Methode als Ansatz für eine Unternehmensführung, die an langfristigen und ganzheitlichen Werten ausgerichtet ist. Nach eigenen Angaben wurde er von den US-amerikanischen Autoren Jim Collins, William Edwards Deming, Lance Secretan, Napoleon Hill, dem österreichischen Nationalökonom Joseph Alois Schumpeter sowie der lösungsorientierten Coaching-Methode von Steve de Shazer beeinflusst. Kuglers Ansatz versteht sich als Meta-Modell oder Open-Source-Ansatz. Aus mehr als 180 wissenschaftlichen Ansätzen hat Kugler 60 sogenannte Befähigerfaktoren abgeleitet, d. h. Kriterien, die unternehmerischen Erfolg begünstigen. Diese Befähigerfaktoren sind drei Kategorien (Kraftfeldern) zugeordnet: Strukturkraft (z. B. Prozesse und Methoden), Aufbruchkraft (z. B. Strategie, Markenauftritt, Kreativität) und Gemeinschaftskraft (z. B. Kommunikation und Werteorientierung). Um zu ermitteln, welche der drei Kräfte und der 60 Befähigerfaktoren in einem Unternehmen gut ausgeprägt sind und welche weniger, wird die sogenannte Potenzialanalyse eingesetzt, die aus 3 × 20 Fragen besteht.

## Kritik
Die von Kugler entwickelte Methode wird nach eigenen Angaben von rund 45.000 Nutzern und mehr als 620 Beratern angewendet. Kritisiert wurde die Methode aus wissenschaftlicher Sicht für ihre unscharfen Fragestellungen, die keine eindeutig messbaren Ergebnisse lieferten.

## Publikationen
- Alchimedus PP3 Präferenzanalyse. Vierstein, Nürnberg 2012, ISBN 978-3-939751-94-6.
- Beste Performance in der Praxis. In: Der MKG-Chirurg. Band 13, 2020, ISSN 1865-9667, S. 31–38, doi:10.1007/s12285-019-00227-4.
- Das Alchimedus Prinzip. Orell Füssli, Zürich 2005, ISBN 3-280-05126-6.
- Die Alchimedus Methode. FLVG, Straßberg 2010, ISBN 978-3-933193-59-9.
- Digitale Transformation im Mittelstand mit System: Wie KMU durch eine innovative Kultur den digitalen Wandel schaffen. Springer Gabler, Wiesbaden 2018, ISBN 978-3-658-22913-9.
- Unternehmensfinanzierung und -rating mit System: Core-Training zur Verbesserung der wirtschaftlichen Leistungsfähigkeit von KMU. Springer Gabler, Wiesbaden 2018, ISBN 978-3-658-20637-6.
- mit  Daniel Rankl und Dietmar Horch: Gesunde Unternehmen: Mit Betrieblichem Gesundheitsmanagement zu mehr Erfolg. Kreutzfeldt digital, Hamburg 2015, ISBN 978-3-86623-539-7.
- mit Felix Anrich: Das Fairlohnung-Konzept: Mitarbeiter-Bonifikation mit emotionalem Sensibilisierungsmanagement in KMU. Springer Gabler, Wiesbaden 2020, ISBN 978-3-658-27921-9.
- mit Henrik von Janda-Eble: Markenmanagement mit System: Wie Sie Ihre Marke strukturiert aufbauen und führen. Springer Gabler, Wiesbaden 2018, ISBN 978-3-658-16224-5.
- mit Paul Würzner: Sales Performer: Wie Sie sich zur Top-Vertriebskraft entwickeln. Kreutzfeldt digital, Hamburg 2016, ISBN 978-3-86623-560-1.
- SUCCESS-DNA: Die zwölf Gesetze des Erfolges. Kreutzfeldt digital, Hamburg 2015, ISBN 978-3-86623-533-5.
- mit Tanja Rohlederer: Top Performance in der Geschäftsführung. Kreutzfeldt digital, Hamburg 2014, ISBN 978-3-86623-530-4.